# Dền đỏ
Dền đỏ, dền tía, dền canh hay rau dền, rau giền (danh pháp: Amaranthus tricolor) là loài thực vật có hoa thuộc họ Dền. Loài này được L. mô tả khoa học đầu tiên năm 1753.